# Kawanishi E15K
Kawanishi E15K «Shiun» (яп. 紫雲,, швидкісний розвідувальний гідролітак морський Тип 2 «Сіюн» («Фіолетова хмара»)) — серійний розвідувальний поплавковий гідролітак Імперського флоту Японії періоду Другої світової війни.
Кодова назва союзників — «Норм» (англ. Norm).

## Історія створення
У 1939 році Імперський флот Японії видав замовлення 14-Сі на побудову двомісного розвідувального гідролітака, здатного діяти в районах, контрольованих авіацією противника. Основною, і по суті єдиною, вимогою була максимально висока швидкість, яка б дозволяла літаку втікати від винищувачів противника. Виконання завдання було доручено фірмі Kawanishi.
Щоб виконати вимоги завдання, спеціалісти фірми розробили оригінальну схему низькоплана з одним поплавком, який у випадку небезпеки міг скидатись (що давало додатковий виграш швидкості у 90 км/г ) та двома надувними стабілізуючими поплавками, які для зменшення аеродинамічного опору могли притискатись до крил. Літак був оснащений двигуном Mitsubishi MK4D Kasei 14 потужністю 1500 к.с. Щоб усунути реактивний момент при зльоті та посадці була запропонована схема з двома дволопасними співвісними гвинтами, які обертались в різні сторони.
Через брак досвіду і високих вимог завдання побудова першого прототипу затягнулась, і він здійснив перший політ лише у 5 грудня 1941 року. Результати заводських випробувань були хороші — літак досяг швидкості 470 км/г без скидання поплавка і мав хороші пілотажні якості. Але виявились проблеми з регулюванням кроку гвинта та механізмом складання стабілізуючих поплавків. Незважаючи на це, в жовтні 1942 року машину передали для військових випробувань. Під час одного з польотів відмовив механізм випуску стабілізуючих поплавків і літак зазнав пошкоджень. Але він був відновлений і оснащений підфюзеляжним кілем для збільшення поздовжньої стійкості. Вирішити проблему зі стабілізуючими поплавками не вдалось, і їх зафіксували у випущеному стані за допомогою підкосів. Щоб компенсувати зростання аеродинамічного опору, на літак встановили потужніший двигун Mitsubishi MK4S Kasei 24 (1 850 к.с.).
В такому вигляді літак був прийнятий на озброєння під назвою «Швидкісний розвідувальний гідролітак морський Тип 2 „Сіюн“ („Фіолетова хмара“) Модель 11»  (або E15K1). Проте, маючи сумніви у надійності літака, флот замовив інформаційну партію з 5 літаків, які разом з прототипом відправили на Палау для випробування у бойових умовах. Але незабаром всі літаки були збиті. Система скидання основного поплавка не була налагоджена, і її жодного разу не застосовували. Літак без бронезахисту членів екіпажу, без протектованих паливних баків та з одним 7,7-мм кулеметом був легкою здобиччю для винищувачів противника.
Поки проходили випробування E15K у бойових умовах, фірма Kawanishi розпочала випуск серійних літаків. Ними мали оснащуватись ряд бойових кораблів, у тому числі новий авіаносець «Сінано». Але у лютому 1944 року через незадовільний досвід бойового використання випуск літаків E15K був припинений. Всього, разом з прототипом, було збудовано 15 машин.

## Тактико-технічні характеристики

### Технічні характеристики
- Екіпаж: 2 особи
- Довжина: 11,59 м
- Висота: 4,95 м
- Розмах крила: 14,00 м
- Площа крил: 30,00 м²
- Маса пустого: 3 165 кг
- Маса спорядженого: 4 100 кг
- Максимальна маса зльоту: 4 900 кг
- Навантаження на крило: 136.7 кг/м²
- Двигун: 1 х Mitsubishi MK4S Kasei 24
- Потужність: 1 850 к. с.
- Питома потужність: 2.2 кг/к.с.

### Льотні характеристики
- Максимальна швидкість: 468 км/г (з прикріпленим повлавком)
- Крейсерська швидкість: 296 км/г
- Практична дальність: 3 373 км
- Практична стеля: 9 836 м
- Швидкість підйому: на 6 000 м за 10 хв.

### Озброєння
- Кулеметне: 1 × 7,7 мм кулемет «Тип 92»
- Бомбове: 2 × 60 кг бомби.